# Szabók bástyája (Kolozsvár)

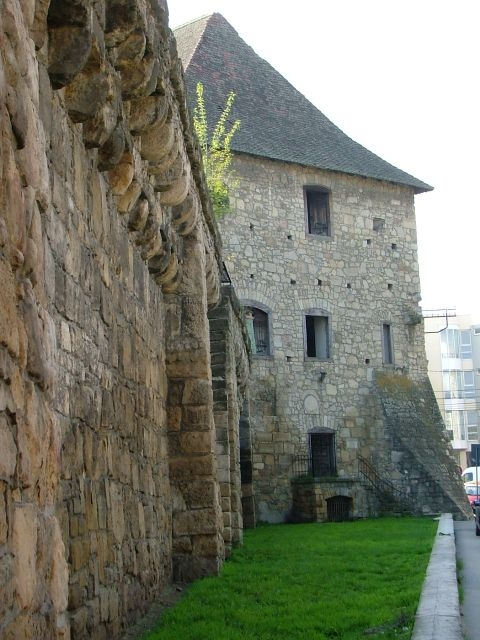
A Szabók bástyája a megmaradt várfallal

A kolozsvári Szabók bástyája egyike a kevés műemléknek, amely napjainkig megmaradt a régi kolozsvári vár huszonnégy bástyája és kaputornya közül. A romániai műemlékek jegyzékében a CJ-II-m-A-07271 sorszámon szerepel. Nevét a szabók céhéről kapta, amelynek feladata volt a bástya karbantartása és védelme. Bethlen-bástya néven is ismert.

## Története
A bástya a 15. században épült vár délkeleti sarkán állt. Első említése 1475-ből való, eleinte a szabók és posztónyírók céhe látta el a védelmét, majd 1568-tól a szabók céhe különvált. A bástyát 1601-ben Báthory Zsigmond sikertelenül támadta, 1603-ban viszont Székely Mózes tíz napig tartó ostroma alatt súlyosan károsodott. 1627. augusztus 27-én villámcsapás érte, amelynek következtében felrobbant az itt tárolt 12 hordó puskapor; a robbanás teljesen lerombolta a bástyát. Az újjáépítés a város költségén 1627–1629 között, Bethlen Gábor idejében történt, ekkor nyerte el jelenlegi formáját. 1655-ben tűzesetben károsodott, de 1662-ben sikerrel állta a török ostromot. 1704 őszén a kuruc-labanc harcokban károsodott. 1707 novemberében a városból kivonuló Károlyi Sándor  felrobbantatta a bástyának a város felőli oldalát, hogy a bevonuló németek ne tudják használni. 1709-ben a császári csapatok megjavíttatták, ezt követően hosszabb ideig katonai raktárként működött. Az 1920-as években lakásként használták.
A bástyát 1924-ben és 1959-ben restaurálták. 1959-ben belsejét várostörténeti múzeummá alakították, de ennek megnyitására nem került sor.
2007 és 2009 között a bástyát felújították, és városi művelődési központot létesítettek benne, ahol egy hetven férőhelyes helyiség mellett kiállítóterem, könyvtár és kávéház is található.

## Leírása
Az ötszögletű, három emeletes tömör épület majdnem teljesen dísztelen. A keleti oldalon Bethlen-címeres, kétrészes emléktábla található, melynek felirata jobbra keretben látható, alatta a magyar fordítás. További két dísztelen emléktábla az 1709-es, illetve 1718-as javításokat örökíti meg.
Minden emeletén egy bejárati ajtó található, a legfelső a falak vivőfolyosójára nyílott. A bástya külső falát néhány lövőablak tagolja.
A bástya Tordai út felé néző fala előtt 1975 óta Mihály havasalföldi fejedelem kapitányának, Baba Novacnak a szobra áll. A szerb származású zsoldost 1601. február 5-én a város főterén végezték ki, majd testét itt húzták karóba.